# Vilabella
Vilabella es un municipio de la comarca del Alto Campo, en la provincia de Tarragona, Cataluña, España.

## Geografía
Está situado en la parte meridional de la comarca del Alto Campo cerca del río Gayá. Dentro de su término municipal están los antiguos lugares de Pedrós y Cabeces que están deshabitados.

## Economía
La actividad principal ha sido hasta ahora la agricultura, principalmente el cultivo de la viña dedicado a la elaboración de vinos y cavas. También existen granjas dedicadas a la avicultura y a la ganadería porcina. Actualmente se está desarrollando un polígono industrial.

## Historia
Algunos historiadores dicen que su origen fue una villa romana. El nombre de su dueño llamado Abellus habría quedado en el topónimo Villa Abellus. durante la época árabe el territorio quedó prácticamente despoblado ya que el río Gayá fue durante mucho tiempo una frontera natural. 
De la antigua muralla se conserva únicamente un arco de medio punto que perteneció a la puerta dedicada a San Pedro. Del antiguo castillo sólo queda una escalera de estilo gótico. Se conserva también un edificio de estilo renacentista Cal Cristí.
La iglesia está dedicada a San Pedro y es de estilo neoclásico.

## Geografía humana

### Demografía
Cuenta con una población de 723 habitantes (INE 2024).
| Gráfica de evolución demográfica de Vilabella entre 1842 y 2021                                                                                                |
| |
| Población de derecho según los censos de población del INE Población de hecho según los censos de población del INEEn este censo se denominaba Vilavella: 1842 |

El municipio de Vilabella está formado por una única entidad de población, que contiene un solo núcleo de población con 822 habitantes y otros 7 habitantes diseminados.

### Evolución demográfica
| 1258                       | 1038 | 807 | 830 | 787 | 829 |
| (Fuente: [cita requerida]) |      |     |     |     |     |

- Gráfico demográfico de Vilabella entre 1717 y 2012

1717-1981: población de hecho; 1990- : población de derecho

## Administración y política
| Periodo   | Nombre                   | Partido  |
| --------- | ------------------------ | -------- |
| 1979-1983 | Francesc Armengol Boada  | A.E.IND. |
| 1983-1987 | Francesc Armengol Boada  | CiU      |
| 1987-1991 | Francesc Armengol Boada  | CiU      |
| 1991-1995 | Francesc Armengol Boada  | CiU      |
| 1995-1999 | Joan Pié Busquets        | CiU      |
| 1999-2003 | Jesús Aubia Boada        | ERC      |
| 2003-2007 | Jesús Aubia Boada        | ERC      |
| 2007-2011 | Jesús Aubia Boada        | ERC      |
| 2011-2015 | Joan Maria Sanahuja Segú | CiU      |
| 2015-2019 | Joan Maria Sanahuja Segú | CiU      |
| 2019-2023 | Joan Maria Sanahuja Segú | JxC      |

## Cultura

### Fiestas
- Fiesta mayor de verano, se celebra el primer fin de semana del mes de agosto.
- Fiesta del otoño, se celebra durante el mes de noviembre.
- After+ techno festival, se celebra después de la fiesta mayor de verano.

## Monumentos y lugares de interés
- Antiguas murallas conservadas en parte.
- Iglesia de San Pedro, dedicada, tal como su nombre indica, a San Pedro, de estilo neoclásico.
- Museo etnológico del Campo, inaugurado el año 1970 está formado por elementos de época, exponiendo diferentes ambientes del campesinado catalán.
- Cal Cristí, edificio de arquitectura civil renacentista.